# Villa Beau Site (Genval)
 (novembre 2023).
Si vous disposez d'ouvrages ou d'articles de référence ou si vous connaissez des sites web de qualité traitant du thème abordé ici, merci de compléter l'article en donnant les références utiles à sa vérifiabilité et en les liant à la section « Notes et références ».
La Villa Beau Site est un bâtiment de style Art nouveau édifié par l'architecte Paul Hamesse à Genval, section de la commune belge de Rixensart, dans la province du Brabant wallon.

## Localisation
La maison est située au numéro 14 de l'avenue des Combattants, une longue artère qui relie la gare de Genval et l'église Saint-Pierre de Maubroux, d'un côté, à la place Communale de Genval, de l'autre.
Flanquée de deux hêtres pleureurs d'une hauteur de 19 mètres, elle se dresse en retrait de la rue sur un grand terrain qui descend vers la vallée de la Lasne et qui abrite à l'arrière un vignoble de 800 pieds de vigne, le « vignoble de Genval » créé à l'initiative du comité de quartier au printemps 2011 avec le soutien notamment de la Fondation Roi Baudouin.

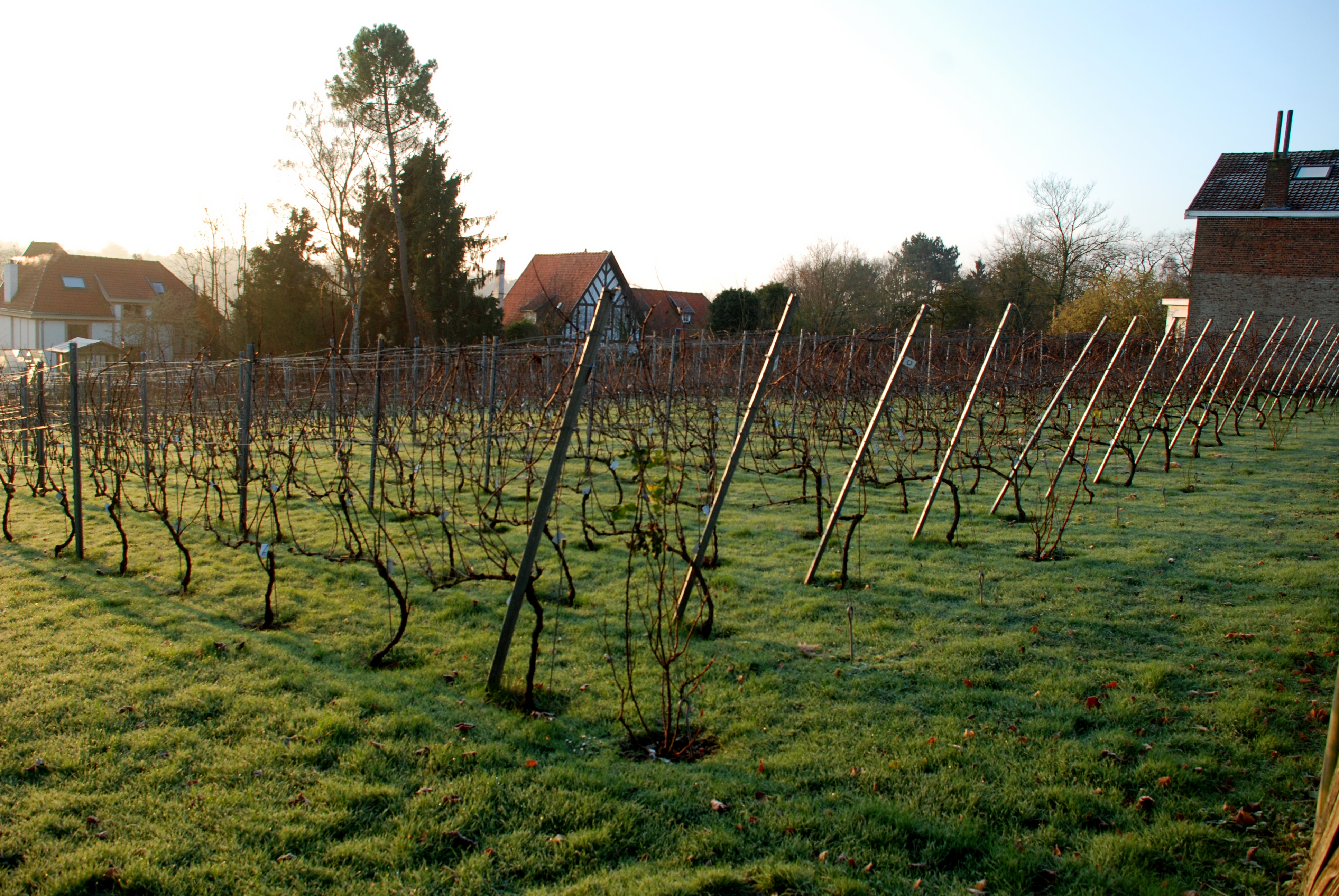
Le « vignoble de Genval » en hiver.

## Historique
La Villa Beau Site a été construite entre 1908 et 1909 par l'architecte Paul Hamesse pour l'entrepreneur Jules De Waele.
Certaines parties de la Villa font l'objet d'un classement comme monument historique depuis le 4 avril 2000 sous la référence 25091-CLT-0009-01, « à savoir : la toiture, les quatre façades y compris le perron latéral d'accès, la verrière recouvrant ce perron et la balustrade située en avant de la façade à rue; les revêtements de plafond, murs et sol du hall d'entrée au rez-de-chaussée y compris les portes et les quincailleries, l'ensemble du revêtement mural et le lavabo du petit local sanitaire qui prolonge le hall d'entrée, les portes en pich-pin du deuxième étage y compris les quincailleries ».

## Architecture

### Maçonneries
Les façades de la Villa Beau Site sont enduites d'un cimentage blanc aux joints gris qui simule une maçonnerie de blocs de pierre de taille assemblée en grand appareil.

### Façade avant et entrée
La façade avant présente trois travées percées de fenêtres à arc surbaissé, sauf les deux fenêtres latérales du rez-de-chaussée qui sont rectangulaires.
L'élément principal de cette façade est sa travée centrale en saillie qui s'élargit au niveau de l'étage en une structure carrée supportée aux angles par deux consoles en pierre bleue dont celle de droite porte la signature de l'architecte.
Cette partie de la travée centrale est ornée d'un groupe de quatre baies (dont deux baies aveugles en forme de quart de cercle) aux puissants appuis de fenêtre en pierre bleue, surmontées de deux médaillons ornés de têtes féminines à l'antique sur fond orange logés sous un arc en anse de panier de même couleur. 
Sous les quatre baies, un entablement orné de gouttes (petits pendentifs typiques de l'architecture classique et néo-classique) porte le nom de la villa inscrit en grandes lettres de couleur orange.
L'entrée ne se situe pas sur la façade principale mais sur la façade latérale gauche, où un perron mène à la porte d'entrée protégée par une véranda vitrée sommée d'un arc en anse de panier réalisé en verre de couleur rouge. 

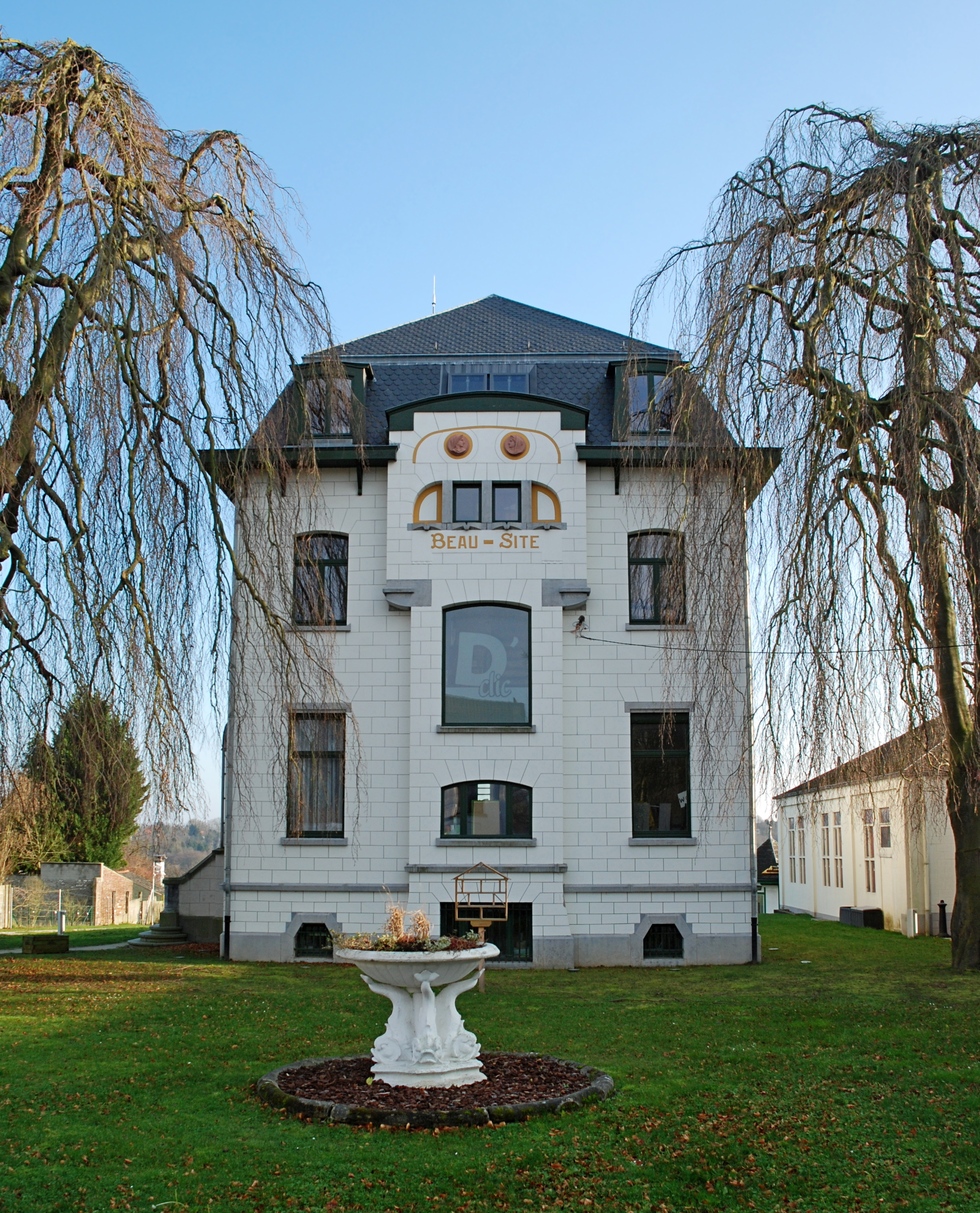
La façade avant.
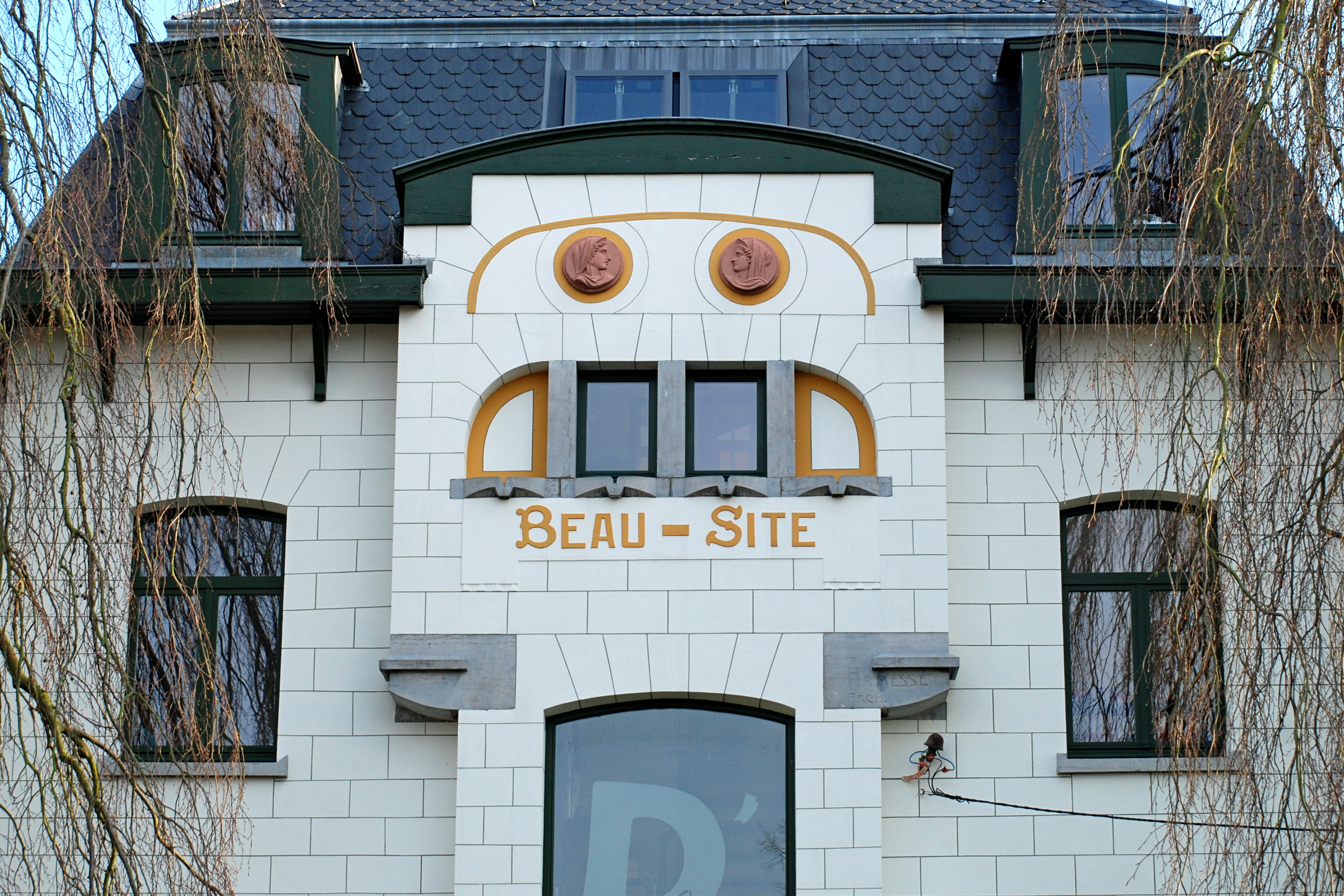
La travée centrale.
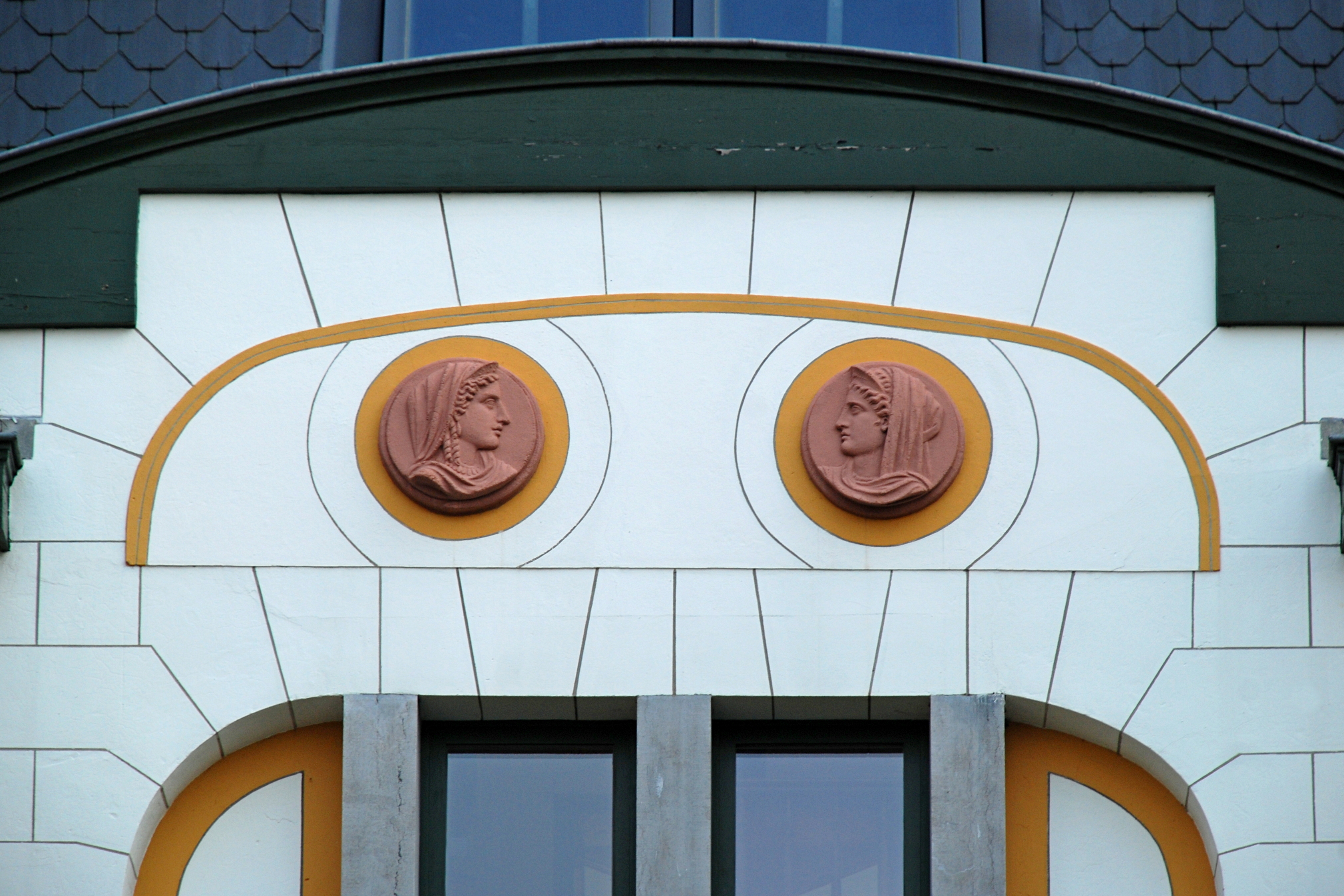
Médaillons à l'antique.
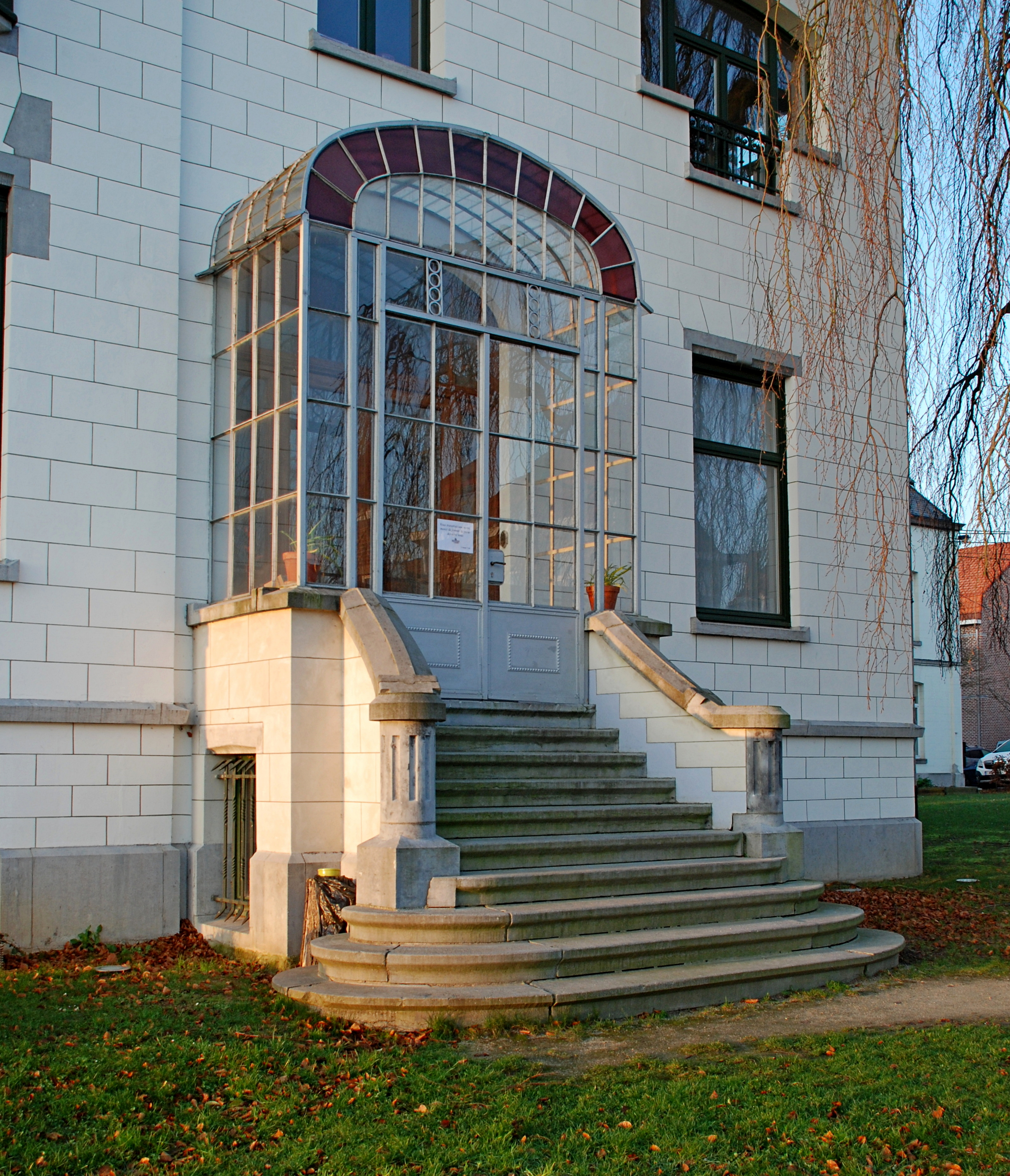
Le perron.

### Façade arrière
La façade arrière, qui compte également trois travées, présente un grand oriel à cinq pans, qui part du sol et est réalisé en pierre bleue.
Cet oriel est percé, au ras du sol, de fenêtres de sous-sol protégées par des grilles et, au rez-de-chaussée, de grandes fenêtres à arc surbaissé.
Il est surmonté d'un balcon en fer forgé.

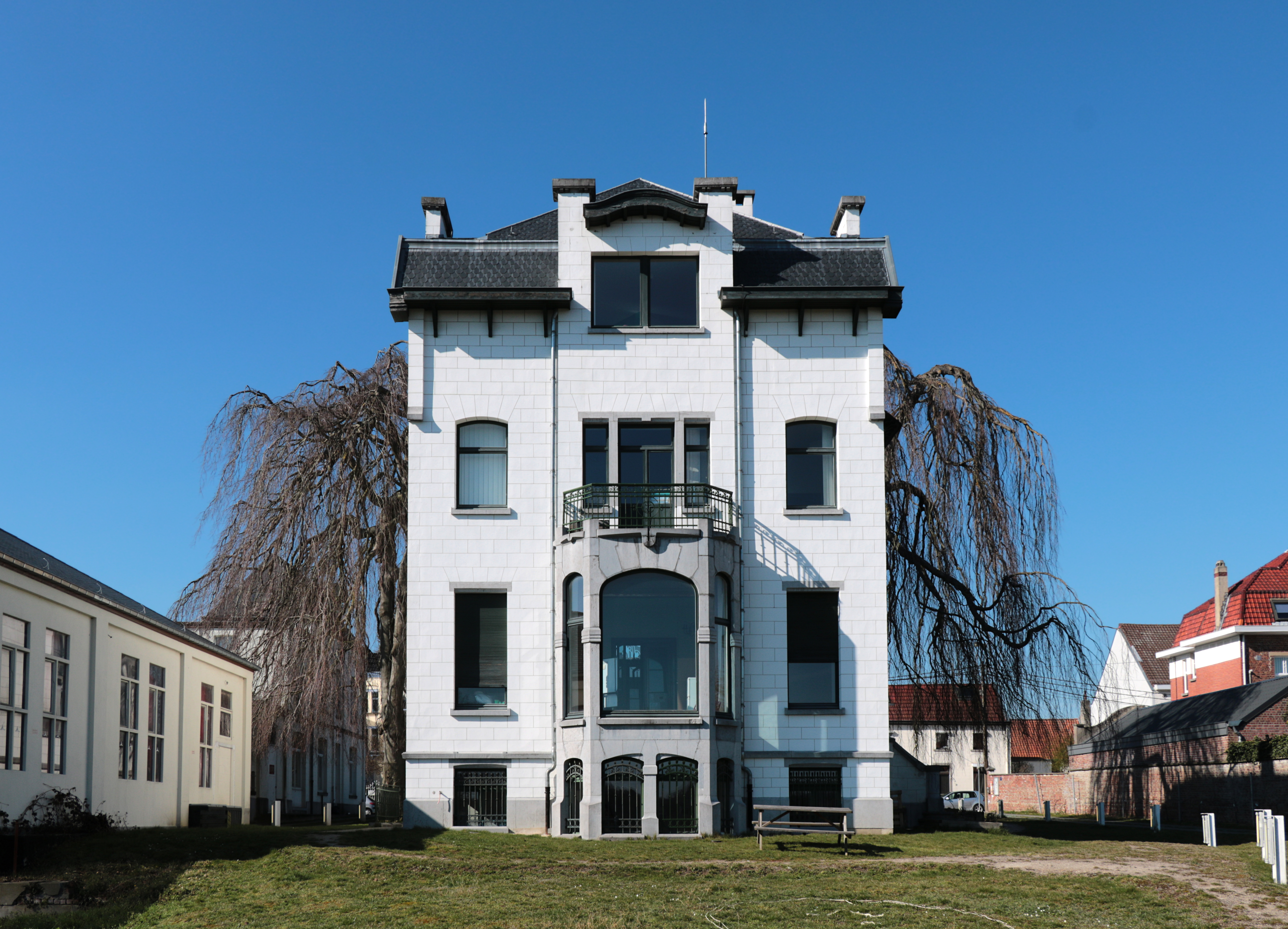
Vue d'ensemble depuis le sud-ouest.
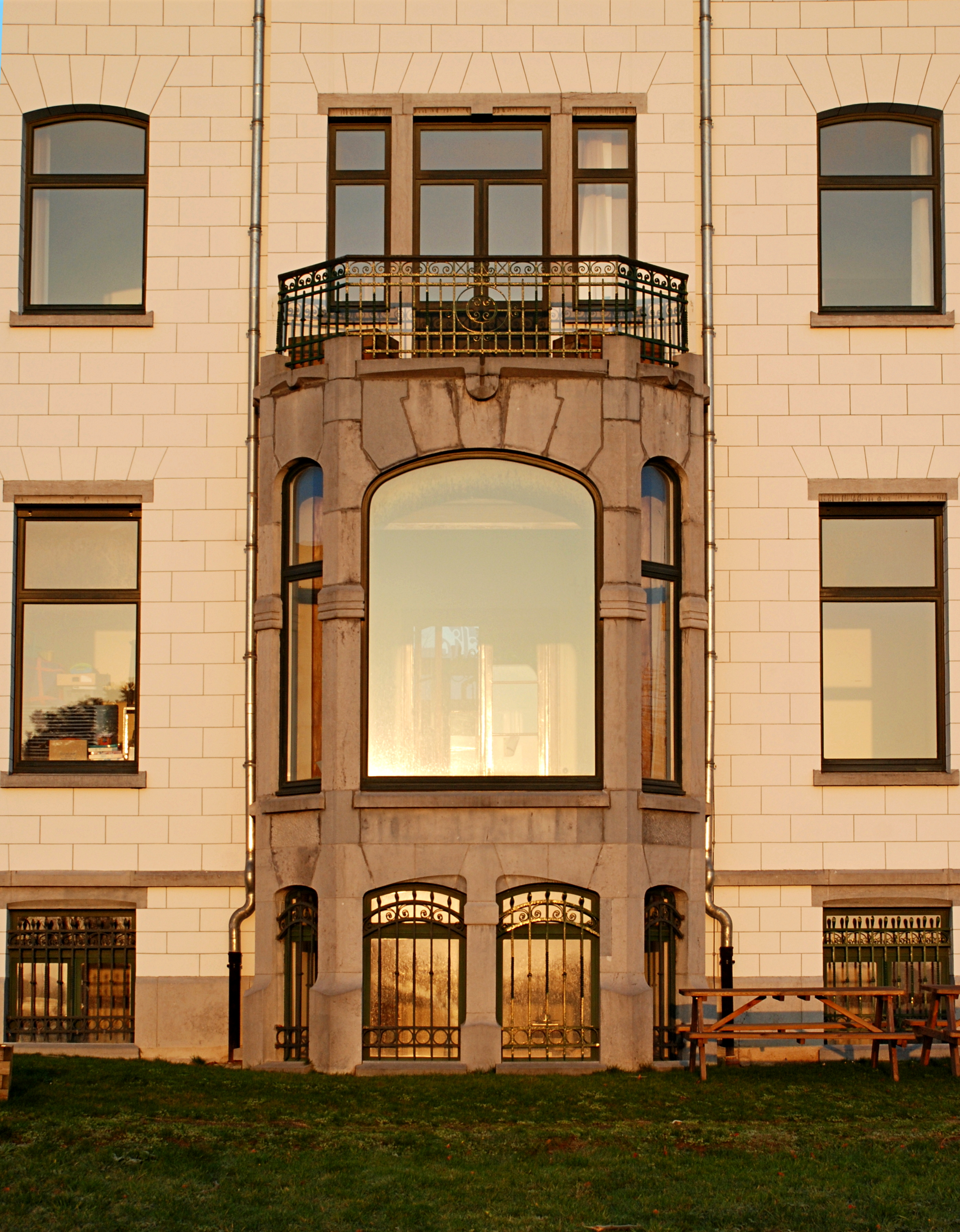
Oriel de la façade arrière.
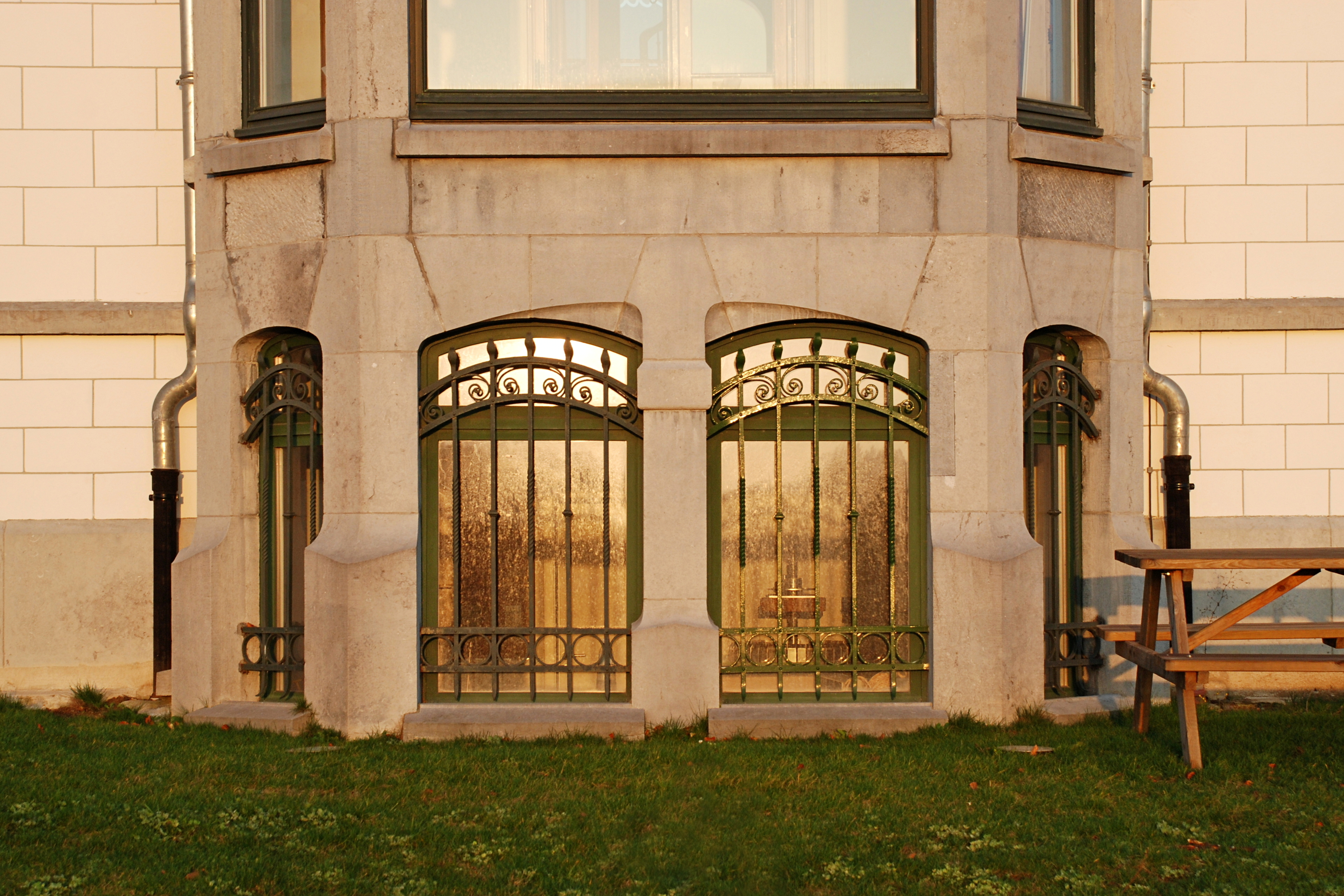
Les fenêtres de sous-sol de l'oriel.
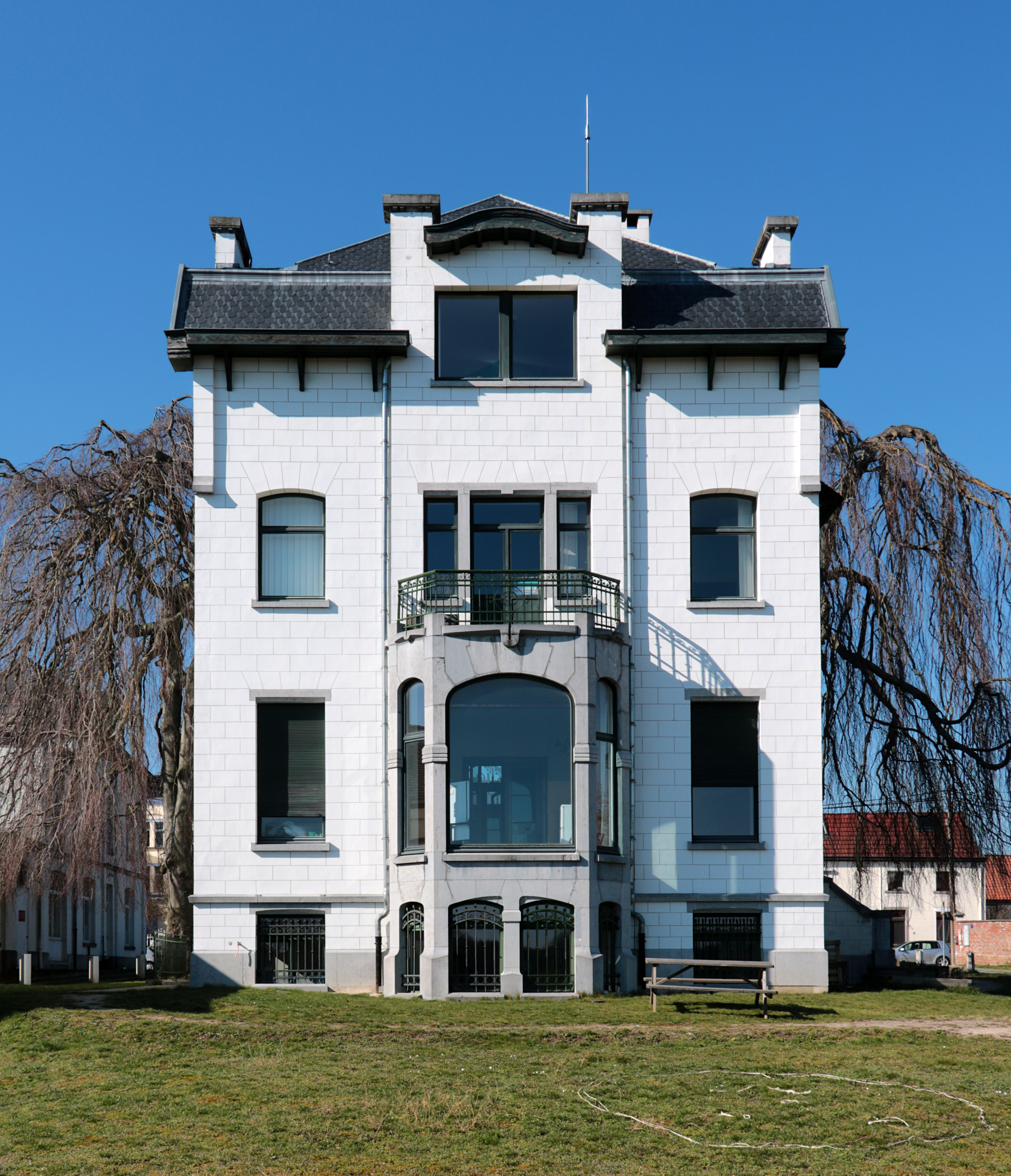
La façade arrière.